# Alfredo Vicente Scherer
Alfredo Vicente Scherer (né le 5 février 1903 à Bom Princípio, Brésil et mort le 8 mars 1996 à Porto Alegre, Brésil) est un archevêque et cardinal brésilien de l'Église catholique romaine du XXe siècle.

## Biographie
Alfredo Vicente Scherer étudie au séminaire de Porto Alegre puis à l'Université pontificale grégorienne de Rome, où il est ordonné prêtre le 3 avril 1926. Jusqu'à 1933, il sert comme secrétaire privé de l'archevêque de Porto Alegre João Batista Becker. Il commence alors son ministère pastoral dans l'archidiocèse jusqu'à 1946.
Le 13 juin 1946, il est nommé évêque auxiliaire de Porto Alegre et évêque titulaire d'Hemeria (de) par Pie XII. L'archevêque Becker meurt deux jours plus tard et avant sa consécration. Le 30 décembre, il est nommé archevêque de Porto Alegre. De 1962 à 1965, il participe au Second concile du Vatican.
Paul VI le crée cardinal-prêtre au titre de Nostra Signora de La Salette lors du consistoire du 28 avril 1969. Il participe aux conclaves de 1978. Il renonce à sa charge épiscopale le 29 août 1981.
Il meurt à 93 ans et est enterré près de l'autel de la cathédrale de Porto Alegre.

## Succession apostolique
Alfredo Vicente Scherer a ordonné les évêques suivants :
- Archevêque João Cláudio Colling (pt) (1950)
- Évêque Luís Victor Sartori (pt) (1952)
- Évêque Luís Filipe De Nadal (pt) (1955)
- Évêque Alonso Silveira de Mello (pt), S.I. (1955)
- Évêque Edmundo Luís Kunz (pt) (1955)
- Évêque Augusto Petró (pt) (1958)
- Évêque Alberto Frederico Etges (pt) (1959)
- Cardinal Aloísio Leo Arlindo Lorscheider, O.F.M. (1962)
- Évêque José Ivo Lorscheiter (1966)
- Évêque Érico Ferrari (pt) (1971)
- Évêque Frederico Didonet (pt) (1971)
- Évêque Henrique Froehlich (pt), S.I. (1972)
- Évêque Nei Paulo Moretto (pt) (1973)
- Évêque Urbano José Allgayer (pt) (1974)
- Évêque Jacó Roberto Hilgert (pt) (1976)
- Évêque Aloísio Sinésio Bohn (pt) (1977)